# Aud la Sàvia

Mapa d'Islàndia realitzat per Abraham Ortelius el 1585.

Aud la Sàvia (nòrdic antic: Auðr djúpúðga Ketilsdóttir; noruec: Aud den djuptenkte), també coneguda com a Unn la Sàvia o Aud Ketilsdóttir (834–900), fou una dirigent matriarcal i una de les primeres dones que realitzaren assentaments vikings a Islàndia.
Aud era filla de Ketil Nas Camús, un hersir (comandant militar) noruec, i d'Yngvid Ketilsdóttir, filla de Ketill Wether, hersir del Regne de Ringerike. Aud es casà amb Olaf el Blanc, fill del cap viking Ingjald Helgasson. Olaf s'havia declarat rei de Dublín després d'algunes incursions a Anglaterra i conquistà Dublín. Tingueren un fill, Thorstein el Roig, i una filla, Jocunda Olafsdattir, princesa de Dublín. Després de la mort d'Olaf en la guerra, Aud i Thorstein viatgen a les Hèbrides. Thorstein s'hi casà i tingué molts fills; com son pare, també fou un gran senyor de la guerra, i conquerí la meitat d'Escòcia i també va morir en batalla després de ser traït per altres caps. Després d'aquesta tragèdia, Aud, que en aquell moment era a Caithness, va saber la mort del seu fill i va decidir construir un knarr, una nau típica de l'era viking per a llargues travessies per l'Atlàntic, amb molt de secret, ja que les dones no podien ser propietàries de naus d'aquest tipus i potser tampoc volia que ningú sabés que estava construint una nau i amb quin objectiu. Després, Aud es dirigeix a les Òrcades, allí una de les seues netes, Groa, filla de Thorstein, es casà, i llavors Aud va decidir dirigir-se a Islàndia.
Al vaixell hi havia vint homes, tots lliures (bóndi), però ella s'hi imposà com a cap, i demostrà que era una dona respectada i prou forta per a governar una nau sola. També arribà a un acord amb els homes que treballaven a la nau, quatre thrall que havien estat capturats en les incursions vikingues a Britànnia, els va prometre la llibertat quan arribassen a Islàndia. Vífill (que seria besavi de Thorfinn Karlsefni), a qui donaren part d'un territori que duria el seu nom (Vifilsdalur) a Hvammur í Skeggjadal (més conegut com a Hvamm), la zona on Aud va decidir construir la seua hisenda; Sokkolf, a qui va cedir Sokkolfsdale; l'escocés Hundi, que rebé Hundadale; i Erpur Meldungsson, fill d'un jarl anomenat Meldun, que rebé Saudafellslands. En arribar, Aud va reclamar la terra de Dales (Dalasýsla), entre Dagverdara i Skraumuhlaupsa.
Aud és un dels personatges més importants de la història d'Islàndia, per ser una dels primers colons, per reclamar un territori enorme i, sobretot, pel fet de ser dona. Les dones no solien tenir protagonisme ni capacitat per assolir el que ella feu en aquell temps, però Aud demostra ser una pionera. El seu sobrenom suggereix el que se sap d'ella, que va decidir sobre les circumstàncies de la seva vida, i esdevingué una figura llegendària. Al contrari de molts compatriotes, Aud fou dels primers islandesos a acceptar el cristianisme. Plantà algunes creus a la seua terra i resava al turó de Krossholar (hui Krosshólaborg).